# Бернед
Бернед (фр. Bernède) насеље је и општина у јужној Француској у региону Миди Пирене, у департману Жерс која припада префектури Миранд.
По подацима из 2011. године у општини је живело 214 становника, а густина насељености је износила 26,16 становника/km². Општина се простире на површини од 8,18 km². Налази се на средњој надморској висини од 60 метара (максималној 168 m, а минималној 80 m).

## Демографија
| 1962. | 1968. | 1975. | 1982. | 1990. | 1999. | 2011. |
| ----- | ----- | ----- | ----- | ----- | ----- | ----- |
| 230   | 250   | 217   | 209   | 197   | 204   | 214   |

График промене броја становника у току последњих година